# Sobolew (województwo dolnośląskie)
Sobolew – wieś w Polsce położona w województwie dolnośląskim, w powiecie jaworskim, w gminie Wądroże Wielkie.

## Podział administracyjny
W latach 1975–1998 miejscowość położona była w województwie legnickim.

## Zabytki
Do wojewódzkiego rejestru zabytków wpisany jest obiekt:
- pałac, z XV w., przebudowany w XVII w. i w trzeciej ćwierci XIX w.